# Castelnau-de-Médoc
Castelnau-de-Médoc – miejscowość i gmina we Francji, w regionie Nowa Akwitania, w departamencie Żyronda.
Według danych na rok 1990 gminę zamieszkiwały 2773 osoby, a gęstość zaludnienia wynosiła 116 osób/km² (wśród 2290 gmin Akwitanii Castelnau-de-Médoc plasuje się na 157. miejscu pod względem liczby ludności, natomiast pod względem powierzchni na miejscu 405.).